# دهستان کال
دهستان کال نام دهستانی در بخش اشکنان شهرستان لامرد، استان فارس در ایران است. براساس سرشماری مرکز آمار ایران در سال ۱۳۸۵، جمعیت آن ۴۵۶۲ نفر (۹۵۴ خانوار) بوده‌است.